# Édouard LeBel
Édouard LeBel (* 11. Dezember 1865 in Sherbrooke; † 17. Februar 1939 in Montreal) war ein kanadischer Sänger (Tenor).
LeBel studierte Gesang bei  Achille Fortier und Guillaume Couture. Ab 1885 war er Solist des Chores Montagnards, der von seinem Schwager Charles Labelle geleitet wurde. Später war er Solist mehrerer Kirchenchöre, zuletzt des Chores der Saint Jacques Cathedral, dem er 30 Jahre lang angehörte und den er ab 1912 leitete.
Häufig trat LeBel als Solist mit dem Montreal Symphony Orchestra und der Montreal Philharmonic Society auf, wo er Rollen in  Elijah, Samson et Dalila, Tannhäuser und Roméo et Juliette sowie 1905 den Abel in Alexis Contants Caïn sang.
LeBel hinterließ etwa vierzig Aufnahmen bei den Labels Berliner, His Master’s Voice und Victor Records. Von Zeitzeugen wurde seine Stimme mit der Enrico Carusos vergleichen. Seine Tochter Germaine Lebel wurde gleichfalls als Sängerin bekannt.